# Turia

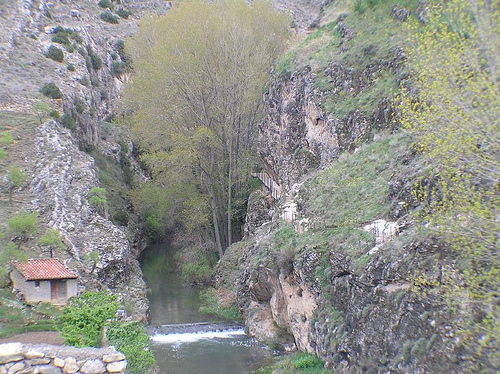
Guadalaviar vid Albarracín i Teruel.

Turia (valencianska: Túria) eller Guadalaviar är en 280 km lång flod i östra Spanien. Den har sina källor i Teruels bergstrakter, på Muela de San Juan, nära Tajos källor. Floden rinner först österut och efter att bifloden Alfambra anslutit, åt söder för att senare ändra riktning åt sydost. Den mynnar ut i Medelhavet vid Valencia. 
I sitt övre lopp kallas floden Guadalaviar, vilket kommer från arabiskans Vad-al-abjad, "vita floden", vilket på spanska blir Río Blanco. I nedre loppet byter floden namn till Turia, vilket kommer från det forntida namnet Turis. Floden rann fordom genom Valencias stadskärna, men efter en stor översvämning 1957 då flera personer omkom beslöts att dra om flodfåran utanför Valencia. Turias gamla fåra är sedan dess en parkanläggning, Jardines de Turia, där bland annat Ciutat de les Arts i les Ciències ligger.